# Paranursia
Paranursia is een geslacht van kreeftachtigen uit de klasse van de Malacostraca (hogere kreeftachtigen).

## Soort
- Paranursia abbreviata (Bell, 1855)